# Ypsilandra yunnanensis
Ypsilandra yunnanensis är en nysrotsväxtart som beskrevs av William Wright Smith och John Frederick Jeffrey. Ypsilandra yunnanensis ingår i släktet Ypsilandra och familjen nysrotsväxter. Inga underarter finns listade.